# Paederia spectatissima
Paederia spectatissima là một loài thực vật có hoa trong họ Thiến thảo. Loài này được H.Li mô tả khoa học đầu tiên năm 1999.